# Українсько-латвійські відносини
Українсько-латвійські відносини — міжнародні відносини між Україною і Латвійською Республікою.

## Історія
Україна і Латвія до 1917 знаходилися в одній державі — Російській імперії.
На початку XX століття українські та латвійські політичні сили співпрацювали в рамках Союзу автономістів, Союзу народів, Ліги інородницьких народів Росії та З'їзду народів Росії.

### Відносини між Українською Народною Республікою та Латвійською Республікою

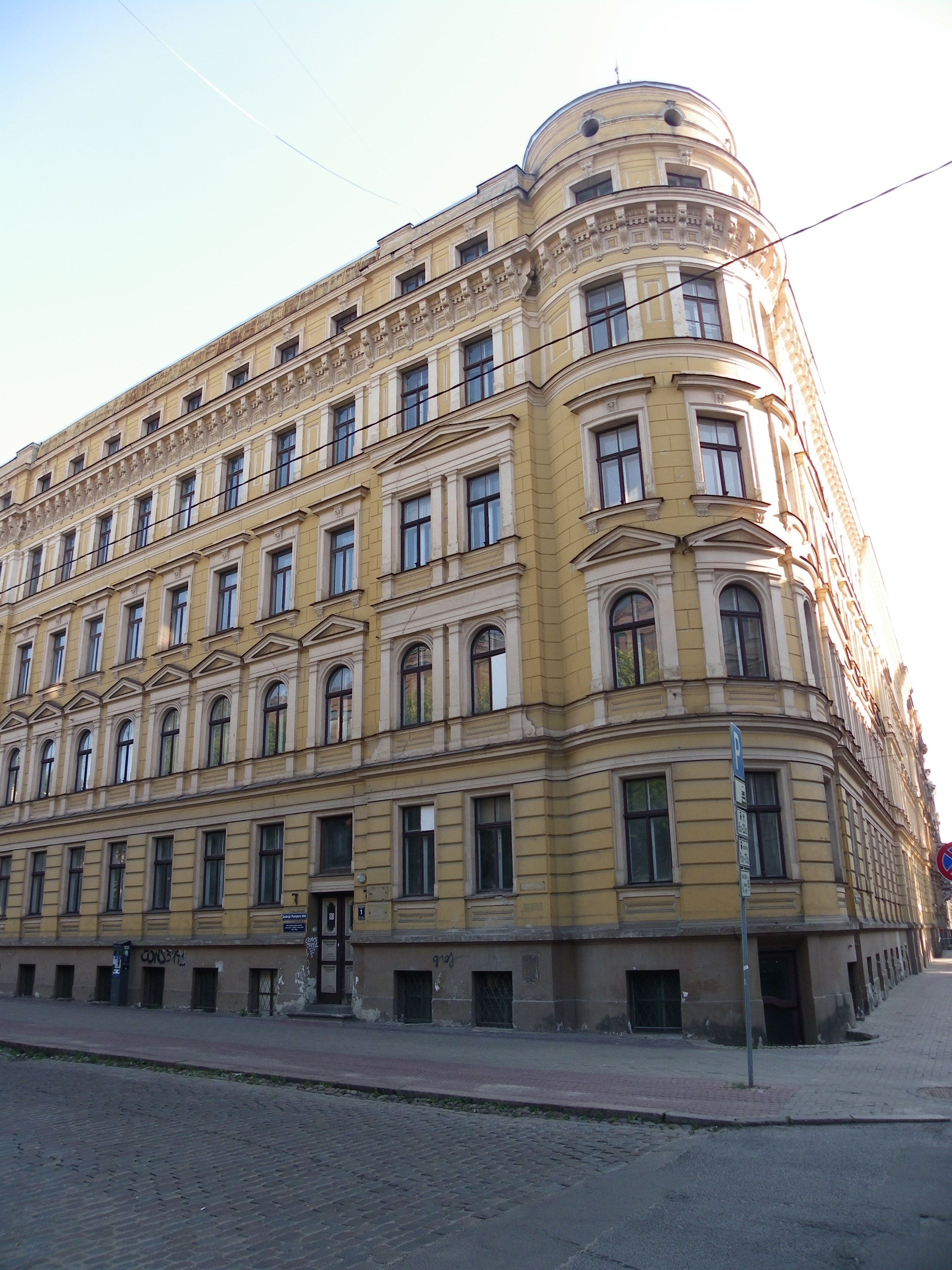
Будинок, у якому в 1920-1921 розташовувалось офіційне представництво УНР у Латвії. Латвія, Рига, вул. Антоніяс, 6

Дипломатичні відносини між Українською Народною Республікою та Латвійською Республікою були встановлені у 1918 році — у грудні 1918 року почало діяти представництво Тимчасового уряду Латвії в Україні, 1 вересня 1919 року засновано консульство УНР у Ризі, 16 січня 1920 року — офіційне представництво УНР у Латвії, а весною того ж року — пресс-бюро УНР. Держави взаємно визнавали одна одну, супроти чого активно виступала Польща.
Основними напрямками співпраці між УНР та Латвією були питання біженців та звільнення військових. В рамках вирішення першого питання 22 листопада 1919 року латвійська влада виділила кредит українському консульству для покриття витрат, пов'язаних з відсиланням біженців на батьківщину і організацією кур'єрського зв'язку, а у червні 1920 року в Україні почав діяти представник латвійського товариства реевакуації біженців. У рамках вирішення другого — українське консульство з самого початку своєї роботи почало домагатися звільнення солдатів-українців з латвійської військової служби і отримало в цьому підтримку командування Латвійської армії, а 22 червня 1920 року вийшов офіційний наказ головного отамана і військового міністра УНР Симона Петлюри про звільнення громадян Латвії, як громадян «дружньої держави», від служби в армії УНР.

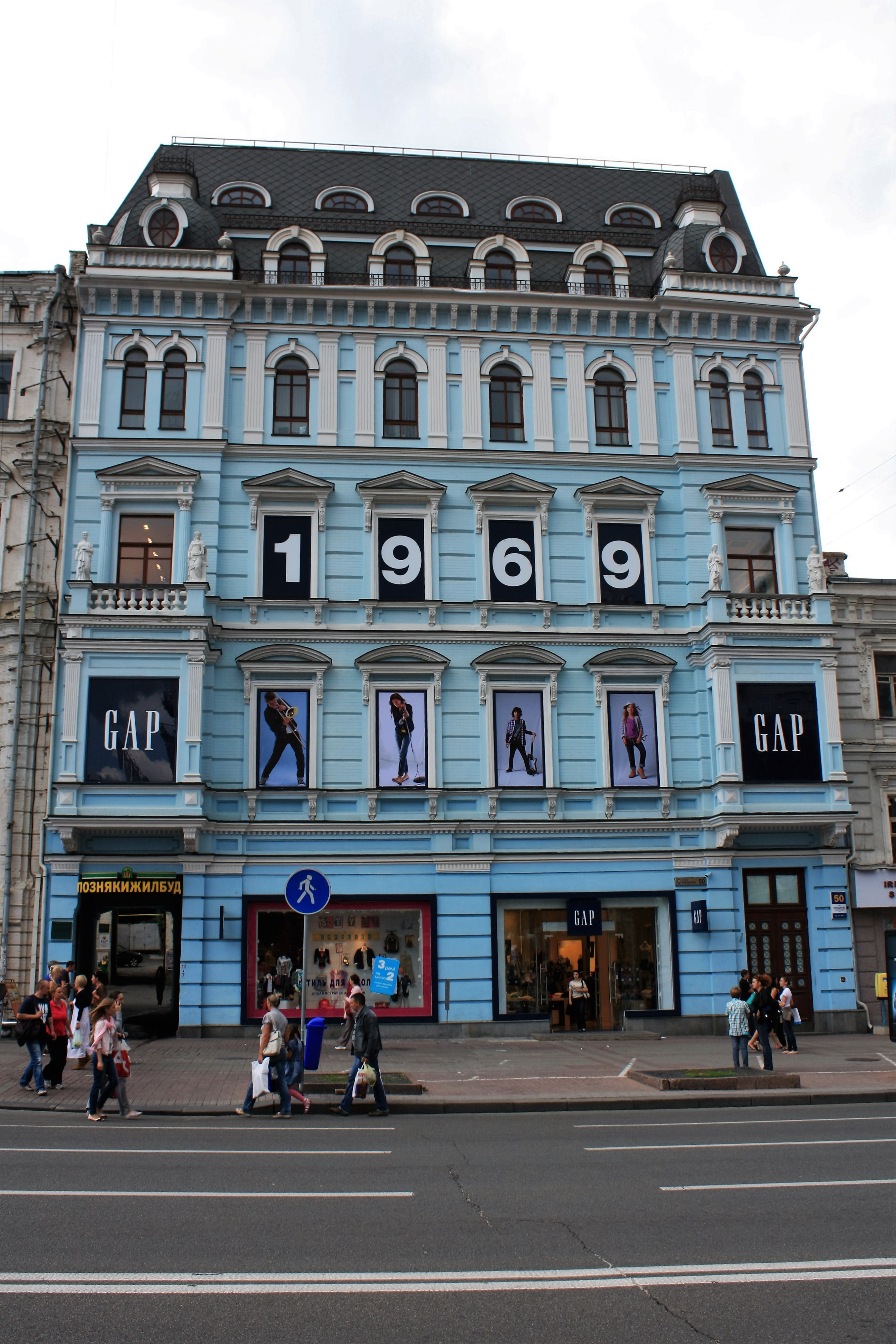
Будинок, у якому в 1919-1920 розташовувалось офіційне представництво Латвії в Україні. Україна, Київ, вул. Хрещатик, 50

Також держави активно співпрацювали у рамках міжнародних конференцій: на Паризькій мирній конференції 1919—1920 років, де держави активно контактували в питанні грошових кредитів для офіційної діяльності делегацій; на Тартуській конференції балтійських держав у жовтні 1919 року, куди делегація УНР була запрошена в якості спостерігача; на Булдурській конференції у серпні-вересні 1920 року, куди УНР була запрошена з ініціативи Латвії. За результатами останньої були утворені Рада уповноважених балтійських держав та Рада військових представників країн-учасниць, у діяльності яких взяли участь УНР та Латвія.
В економічній сфері було висунуто кілька проектів співпраці, проте всі вони не були реалізовані через війну.
Після підписання у 1921 році Угоди про взаємне визнання з УСРР Латвія припинила офіційні контакти з УНР.
Договір між УСРР і Латвійською демократично.республікою від 1921 укладено 3 серпня 1921 в Москві уповноваженим уряду УСРР Ю. М. Коцюбинським, уповноваженими уряду Латвійської Демократичної Республіки Е. А. Фельдманом, Е. Я. Шкіпсном, О. В. Харитоновським. У ст. 1-й зазначалося, що УСРР і Латвійська Республіка беззастережно визнають одна одну самостійними, незалежними і суверенними державами в існуючих кордонах, встановлених РСФРР та іншими сусідніми державами. 
Сторони зобов’язувалися заборонити перебування на своїй території будь-яких військ, за винятком урядових та військ дружніх держав, з якими однією із договірних сторін укладена воєнна конвенція, але які не перебувають у фактичному стані війни з другою договірною стороною; не допускати утворення й перебування на своїй території будь-яких організацій і груп, що претендують на роль уряду всієї території або її частини другої договірної сторони. Обумовлювалося право особам української та латиської національностей, які проживають на території Латвії та УСРР і досягли 18-річного віку, якщо вони самі або їхні батьки були до 1 серпня 1914 прописані на території, що входить тепер до складу іншої країни (УСРР чи Латвійської Демократичної Республіки), в річний строк із дня ратифікації цього договору заявити про своє бажання відповідно змінити громадянство. 
Йшлося про надання можливості біженцям та учасникам Першої світової війни обох договірних сторін, які виявлять таке бажання, повернутися в найкоротший строк на свою батьківщину. У договорі йшлося також про повернення урядом УСРР майна, архівів, бібліотек, музеїв, художніх творів, вивезених з території Латвії у 1914–1917 рр. Передбачалося негайно після ратифікації цього договору укласти торговельний і транзитний договори, поштово-телеграфну конвенцію, встановити дипломатичні та консульські зносини між сторонами. 
Договір набрав чинності з моменту ратифікації.
Консули України у Ризі:
- Никифор Бендеровський. Призначений у 1919 році[1][2];
- Еріх Флейшер. В. о., призначений у 1919 році[1].

Посли України у Латвії:
- Володимир Кедровський. Призначений у січні 1920 року[2], за сумісництвом посол у Фінляндії та Естонії[3]

Представники Тимчасового уряду Латвії в Україні:
- Крістап Бахман. Призначений у грудні 1918 року, з березня 1919 року також, за сумісництвом, представник при Добровольчій армії, на Дону та Кубані, у Криму, Грузії та Вірменії[1].

Міждержавні угоди цього періоду:
- Проект політичної конвенції між Польщею, Латвією, Литвою, Україною та Фінляндією за результатами Булдурської конференції від 31 серпня 1920 року[1].

Офіційні ноти:
- З боку України:
  - Спільна нота України, Білорусії, Литви та Естонії про протест, e зв'язку з обшуком в одному з консульств, а також проти конфіскації латвійською армією автомашин дипломатичних представництв, видворення з Латвії іноземних громадян і їх мобілізації у латвійську армію від 5 грудня 1919 року[1];
  - Нота про визнання Україною незалежності Латвії і її Тимчасового уряду від 10 грудня 1919 року[1];
  - Декларація уряду УНР про зміцнення добросусідських відносин з Румунією і солідарними з Україною балтійськими, чорноморськими і кавказькими країнами від 2 червня 1920 року[1];
  - Протест проти переговорів Латвії з Радянською Україною від 27 січня 1921 року[1].
- З боку Латвії:
  - Нота про визнання Латвією УНР від 17 лютого 1920 року[1];
  - Офіційне запрошення на конгрес поштового та телеграфного зв'язку у Булдурі від 9 вересня 1920 року[1].

### Відносини між Українською СРР та Латвійською Республікою

Євген Терлецький — перший і єдиний повноважний представник УСРР у країнах Балтії

Після зайняття території України Червоною армією влітку 1920 року виникла проблема повернення звідти латвійських біженців — радянська влада, посилаючись на відсутність домовленостей між Латвією та Радянською Україною, фактично заблокувала виїзд тисяч латвійських громадян. Ця проблема викликала велике занепокоєння у латвійського уряду, у зв'язку з чим він пішов на поступки радянській владі — у вересні 1920 року Рига, столиця Латвійської Республіки, стала майданчиком для радянсько-польських мирних переговорів, де радянську сторону представляли делегації Радянської Росії та Радянської України, тоді ж почалися і попередні консультації між представниками Латвії та УСРР. В рамках попередніх консультацій радянські представники запропонували надати латвійцям «зерно в обмін на визнання» та попередньо укласти політичний договір, у свою чергу латвійські представники висловили зацікавленість можливістю підписати репатріаційну угоду й повернути додому 4 500 латвійців, а також поверненням майна, вивезеного з території Латвії російськими військами під час Першої світової війни. Вже 27 листопада латвійський уряд отримав від голови Ради народних комісарів та комісара закордонних справ Української СРР Християна Раковського пропозицію  почати офіційні переговори про встановлення дипломатичних відносин, однак під тиском Франції та Великої Британії вимушений був відмовити. У відповідь, щоб зробити латвійців поступливішими, радянські дипломати запропонували провести репресії проти громадян Латвії в Україні, але радянський уряд обрав інший підхід — він відмовився повертати устаткування підприємств, але дозволив 1 500 латвійцям репатріюватись (тільки тим, що не були кваліфікованими фахівцями). Разом з репатріантами до Латвії вирушила «робітнича делегація», яка ознайомилась з умовами праці репатрійованих робітників і публічно задекларувала неприйнятність цих умов. 19 лютого 1921 року міністр закордонних справ Латвії Зігфрід Анна Мейєровіц проінформував представників УНР, про те, що Латвійська держава завжди з симпатією ставилась до зусиль українців створити незалежну державу, проте уряд зважає на реальну владу, що існує на території України, і тому починає переговори з представниками УСРР.
Офіційні перемовини між урядами Латвійської Республіки та Української СРР почалися у травні 1921 року у Москві і завершились 3 серпня підписанням двох угод, якими сторони «беззастережно» визнали одна одну «самостійними, незалежними, суверенними країнами», урегулювали питання взаємного повернення біженців та оптантів, а також взяли на себе зобов'язання «не допускати на своїй території створення або перебування жодних організацій і груп, які претендують на роль уряду території або частини території сторони підписанта, а також урядів і їхніх організацій або посадовців, метою яких є повалення уряду іншої сторони». У вересні 1921 року до Харкова прибув офіційний латвійський представник, а березні 1922 року був призначений повноважний представник УСРР у державах Прибалтики та його заступник по Латвії, але через те, що раднарком продовжував перешкоджати у проведенні репатріації, латвійський дипломат залишив Україну, а управління уповноваженого у справах репатріації зрештою так і не було реорганізовано в посольство. Водночас, під тиском представників РРФСР, окрема дипломатична місія УСРР у країнах Балтії була ліквідована вже у квітні, а наприкінці 1922 року УСРР перестала бути окремим об'єктом міжнародного права через приєднання до СРСР.
Повноважні представники УСРР у державах Прибалтики:
- Євген Терлецький. Призначений у березні 1922 року[4].

Офіційні представники Латвії в УСРР:
- Є. Ульман. В.о., призначений у вересні 1921 року[4].

Міждержавні угоди цього періоду:
- Договір між УСРР і Латвією від 3 серпня 1921 року;
- Угода «Про репатріацію біженців» від 3 серпня 1921 року.

### Співпраця урядів у вигнанні
У 1939-1941, 1944-1991 роках обидві країни були окуповані Радянським Союзом.
Уряди УНР та Латвії у вигнанні співпрацювали в рамках Антибільшовицького блоку народів.

## Сучасний етап
26 серпня 1991 року Україна визнала державну незалежність Латвійської Республіки, а 4 грудня 1991 року Латвія визнала державну незалежність України. Дипломатичні відносини між двома країнами були встановлені 12 лютого 1992 року.

## Українська діаспора
У Латвії мешкає 45 699 українців (2011), що становить 2,2 % населення країни.

## Посольства
З 1993 у Ризі функціонує Посольство України в Латвії, а у Києві діє Посольство Латвійської Республіки.
Для поглиблення двосторонніх відносин та розширення співробітництва між країнами у липні 2005 відкрито Почесне консульство у Львові.
У квітні 2006 відкрито Почесне консульство України у місті Вентспілсі.

## Галерея

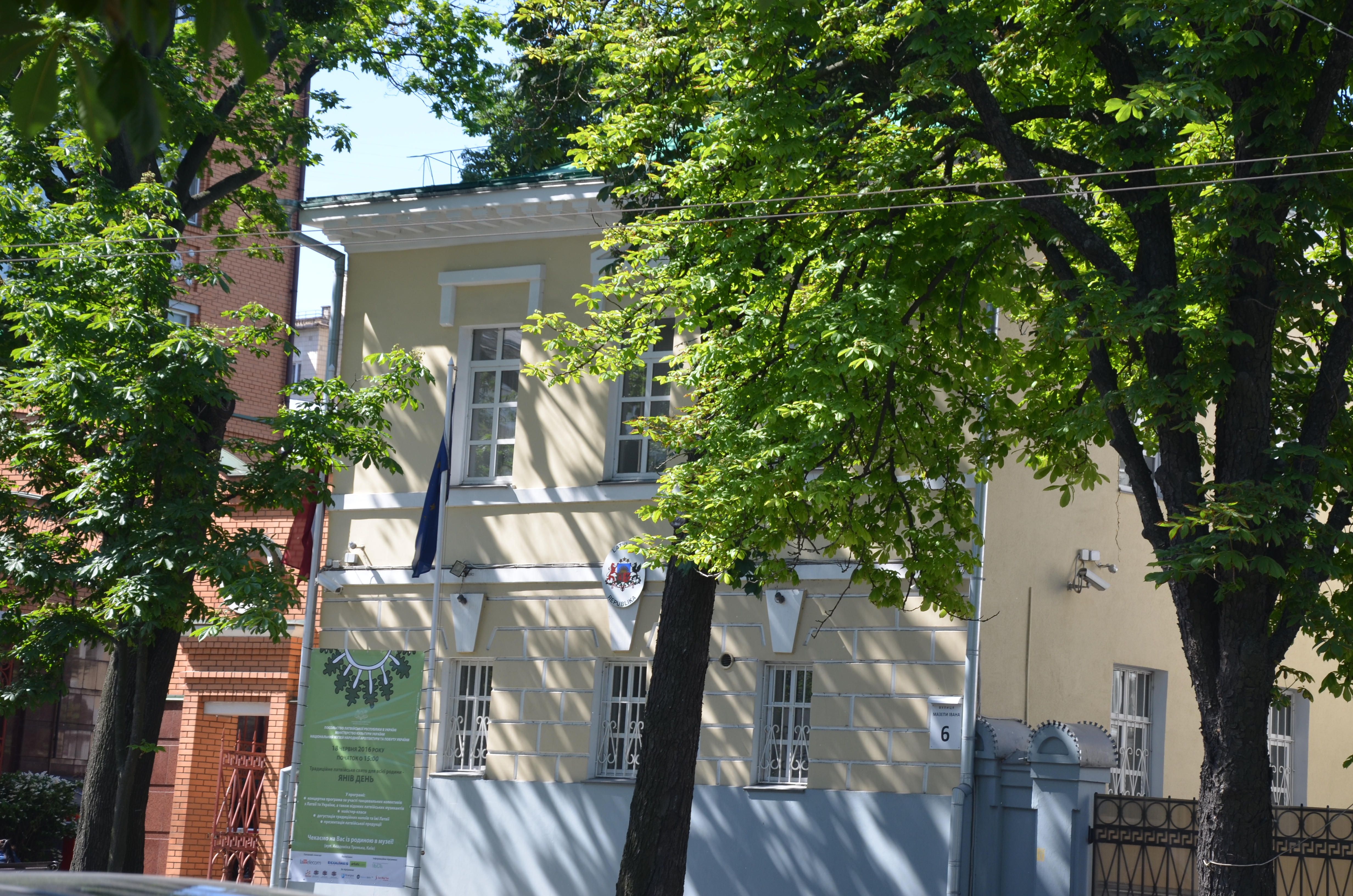
Посольство Латвії
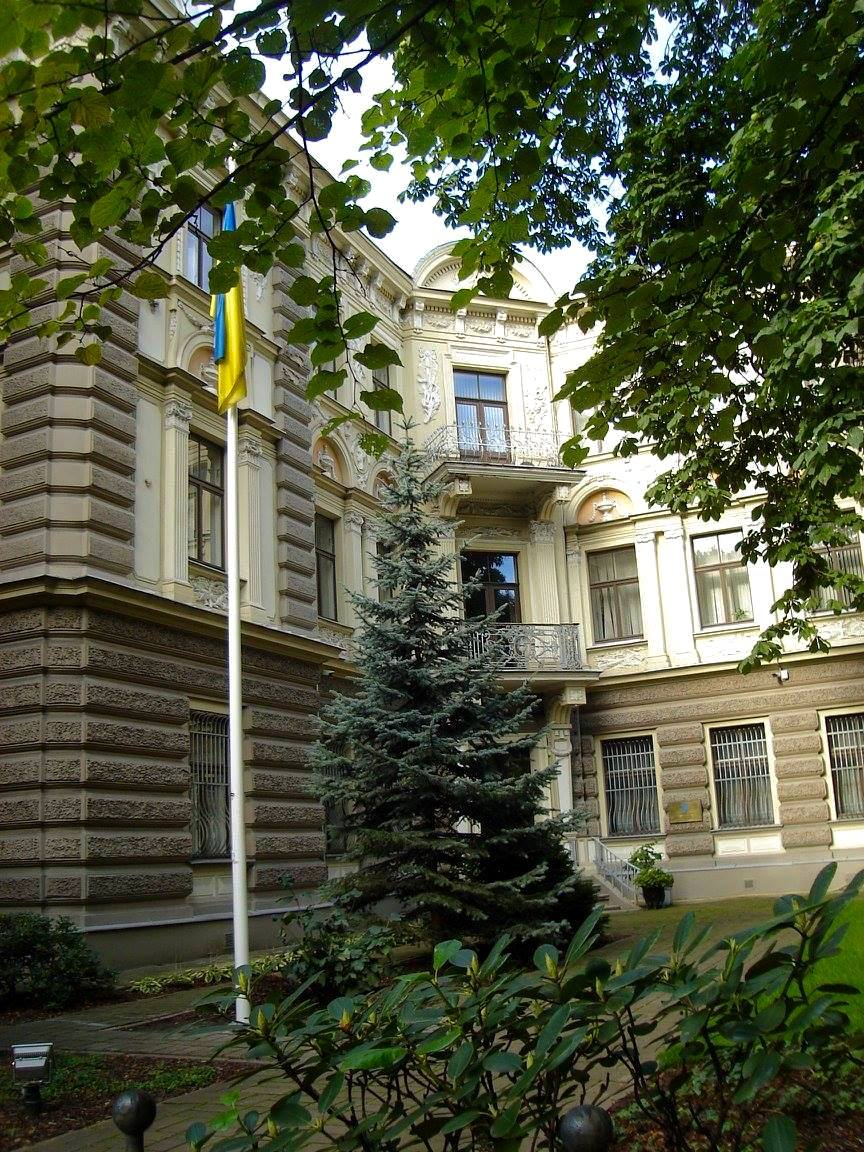
Посольство України